# Viștea, Cluj
Viștea (în maghiară Magyarvista) este un sat în comuna Gârbău din județul Cluj, Transilvania, România.

## Date geografice
Altitudinea medie: 425 m.

## Monumente istorice
Biserica reformată

## Lăcașuri de cult
- Biserica Reformată-Calvină (inițial romano-catolică, cu hramul „Sf. Petru”) a fost construită după anul 1241 de către episcopul Petrus, în stil romanic. Din construcția romanică originală s-au mai păstrat numai portalurile de sud și de vest, precum și portalul sacristiei. Decorațiunile interioare din lemn sunt opera lui János Asztalos din Gilău (1699). Cele 120 casete din lemn de pe tavan și de pe amvon au fost realizate de maestrul sas clujean Lorenz Umling cel Bătrân (1765-1767). Clopotnița de lemn este din 1760 (clopotul din 1487).

## Demografie
În Evul Mediu sat preponderent maghiar, aparținând domeniului latifundiar al Gilăului.

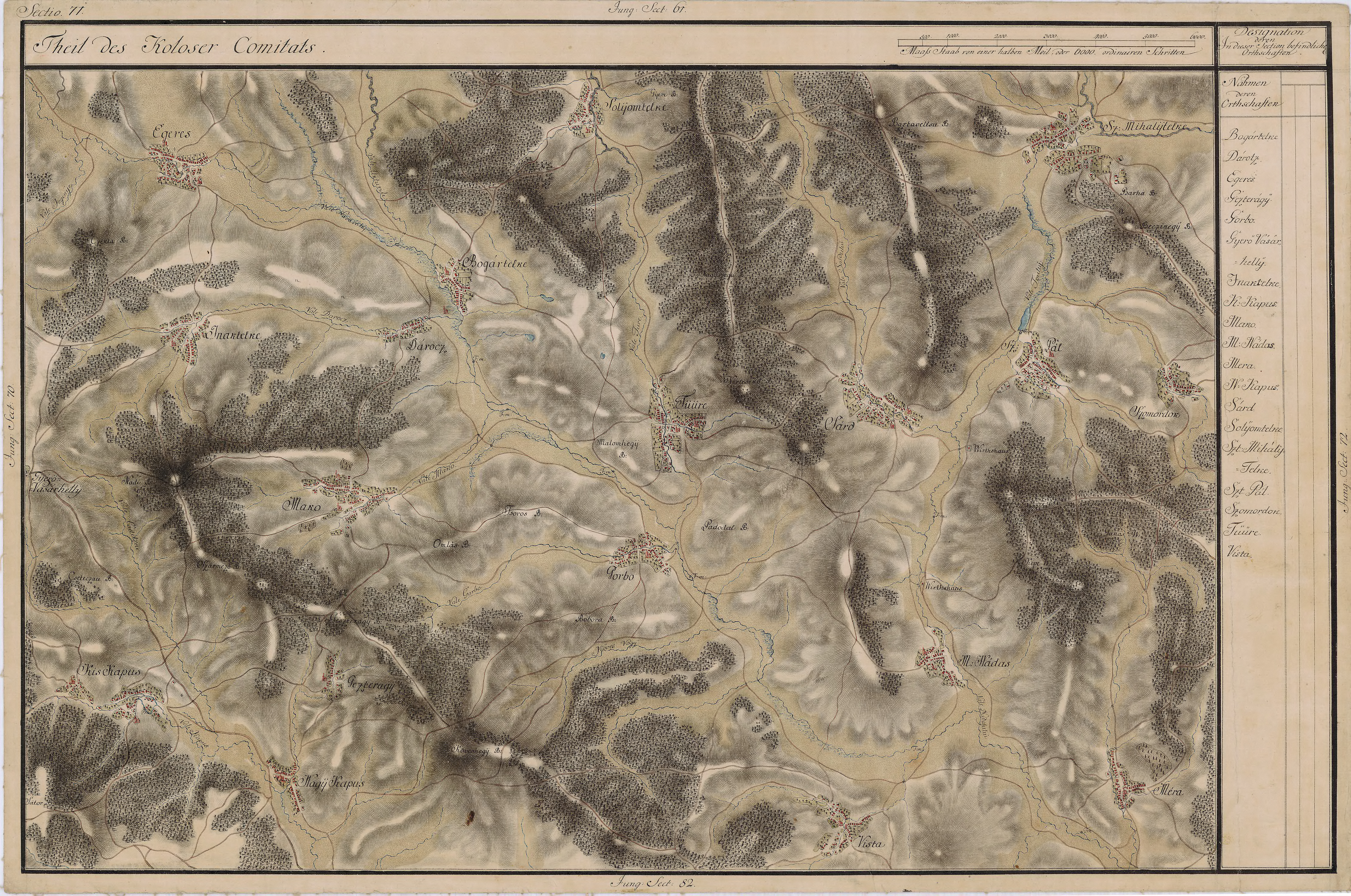
Viştea pe Harta Iosefină a Transilvaniei, 1769-1773

În anul 1992 număra 885 de locuitori, dintre care 863 maghiari și 22 români. Sub aspect confesional, 843 de cetățeni s-au declarat reformați, 21 baptiști, 21 adventiști ș.a.

## Galerie de imagini

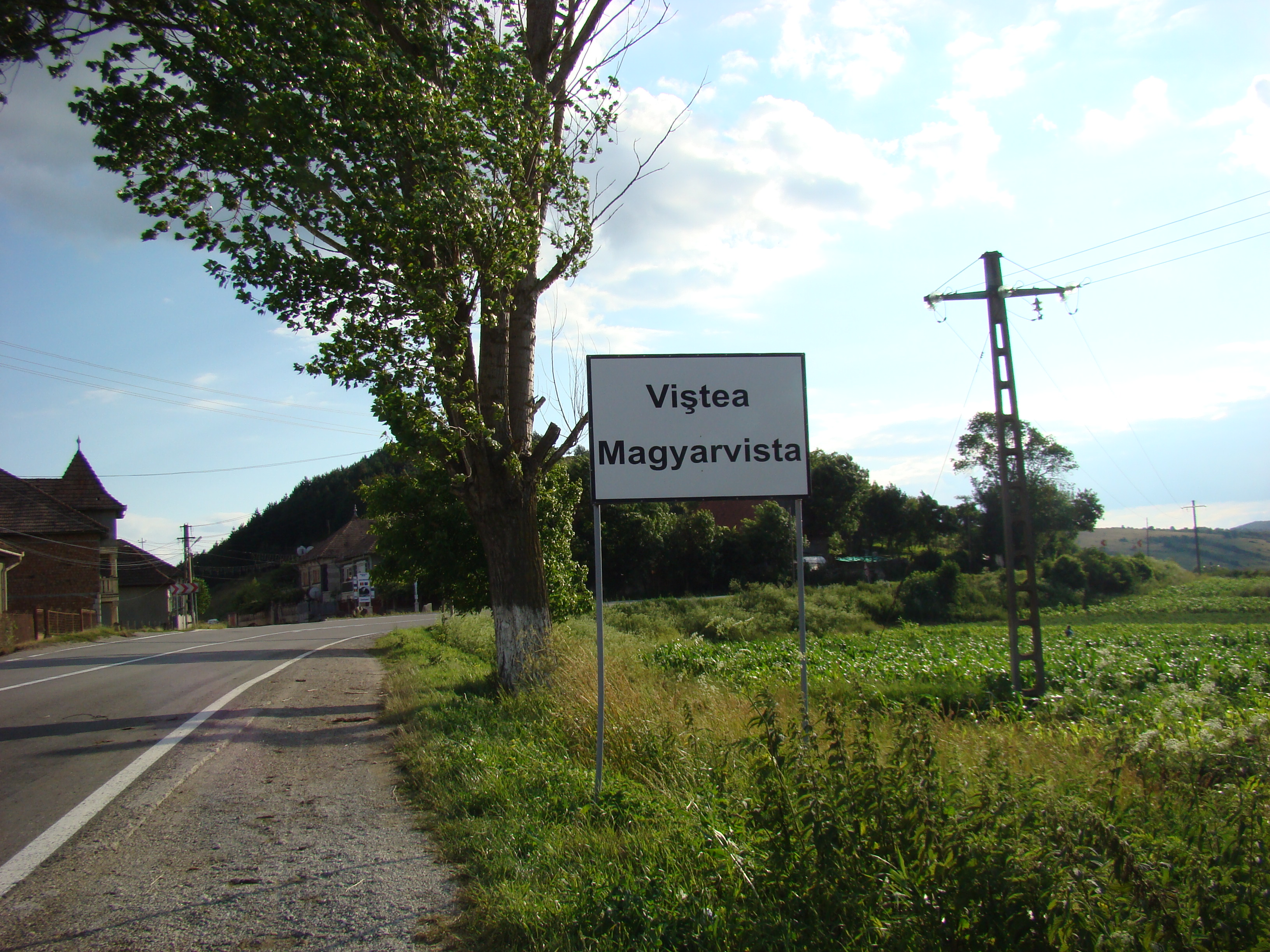
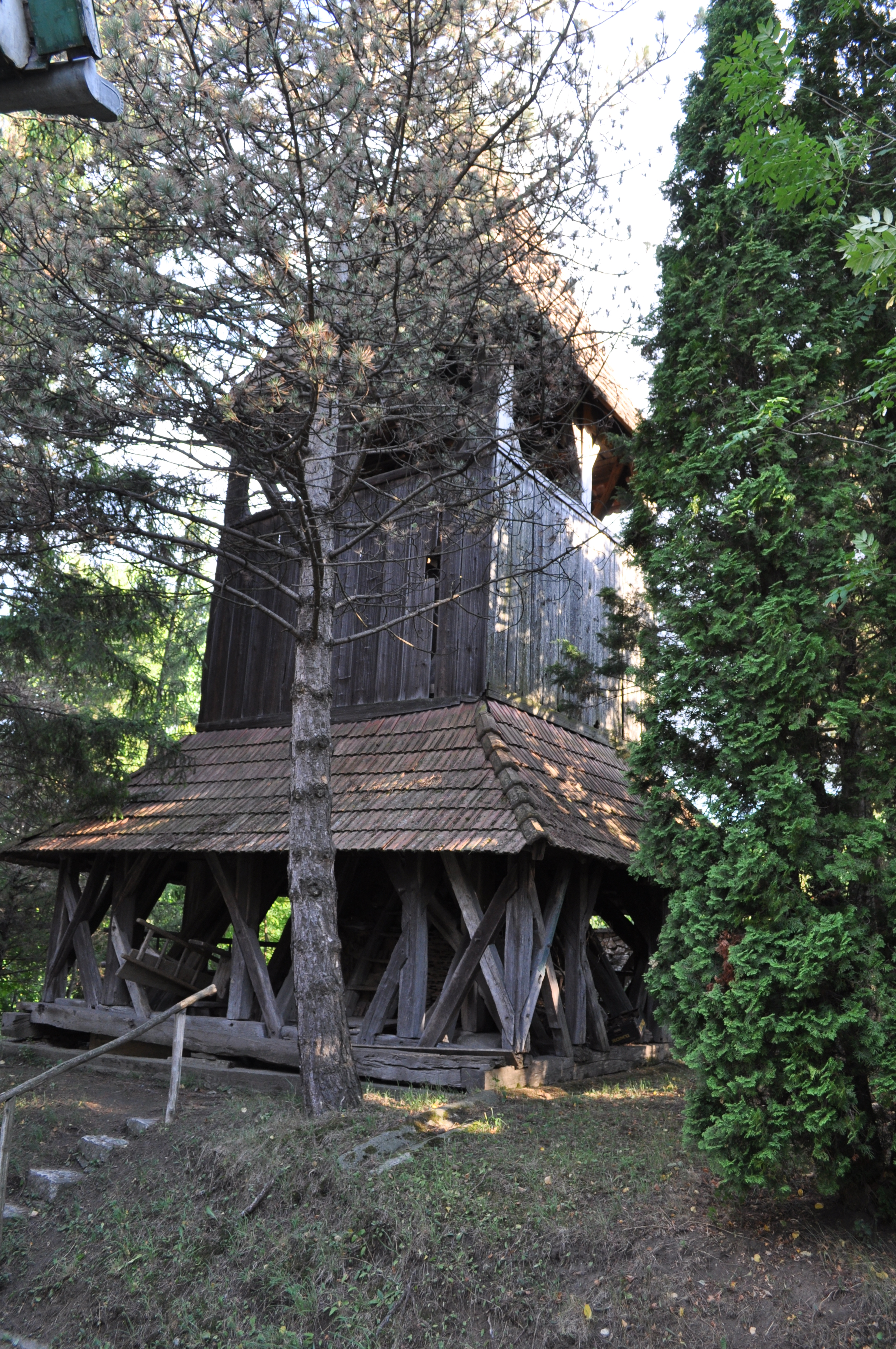
Clopotnița bisericii reformate
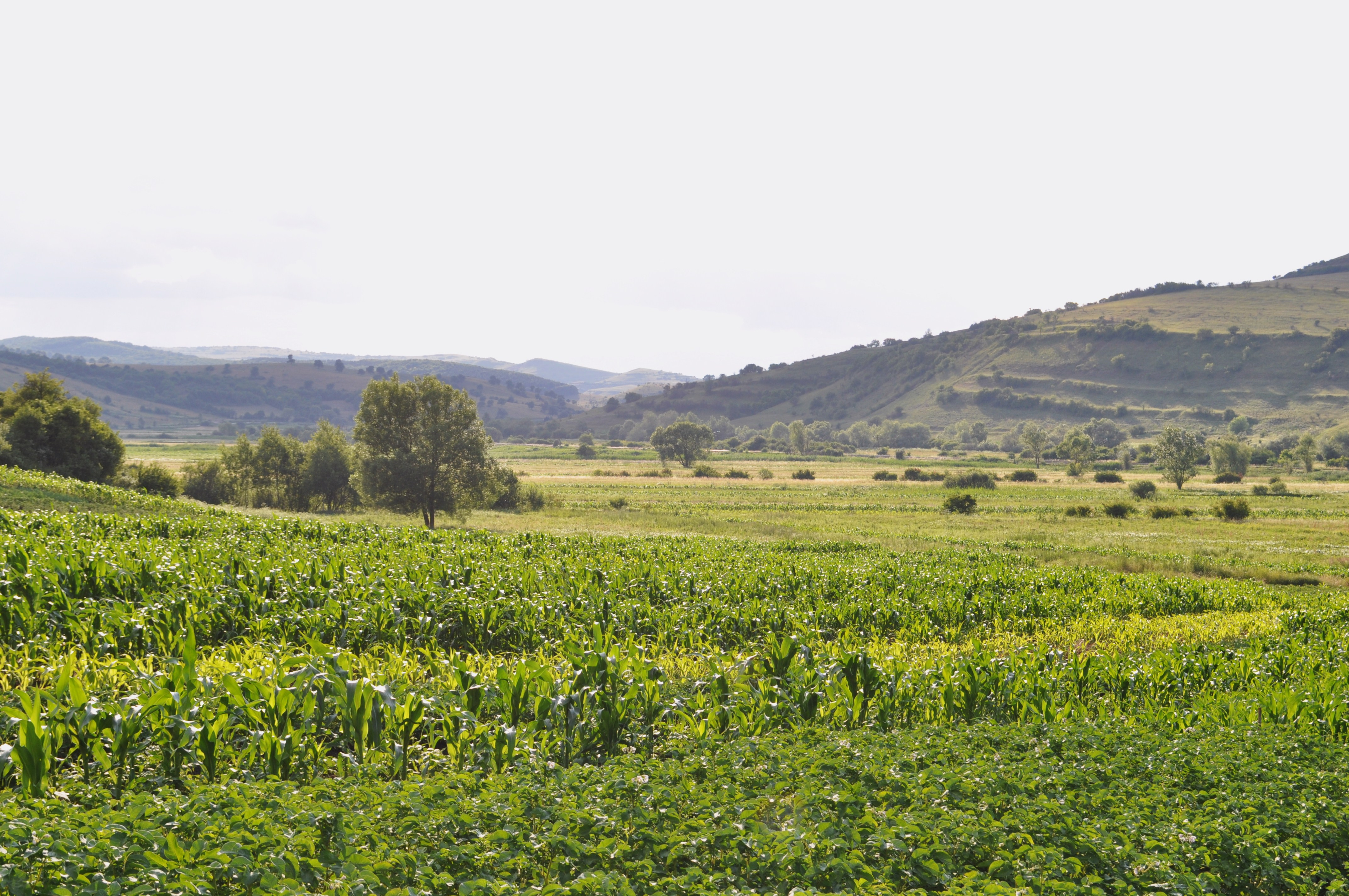
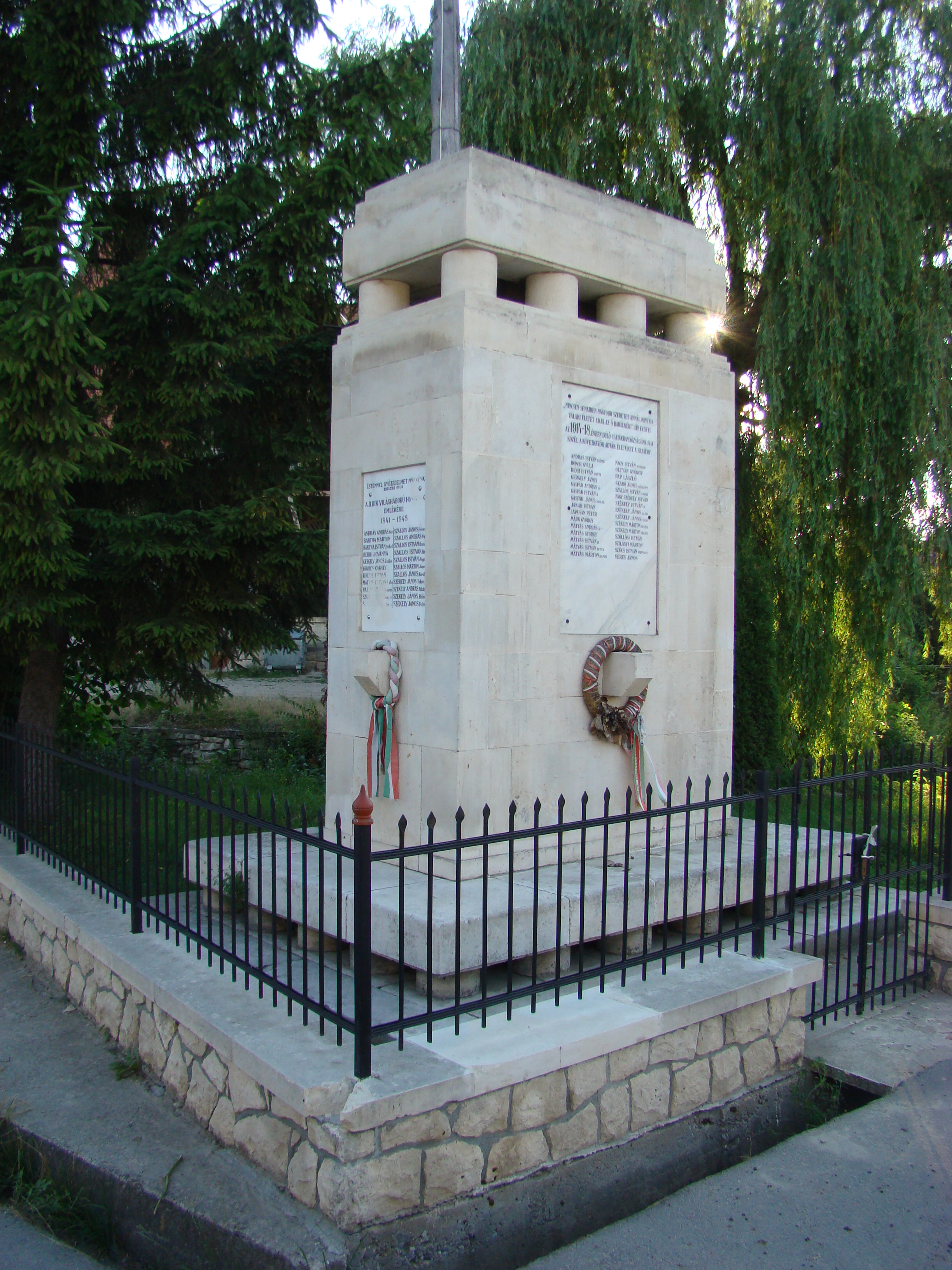
Monumentul Eroilor